# Radovan (gmina)
Radovan – gmina w Rumunii, w okręgu Dolj. Obejmuje miejscowości Fântânele, Radovan i Târnava. W 2011 roku liczyła 1432 mieszkańców.